# Huzal

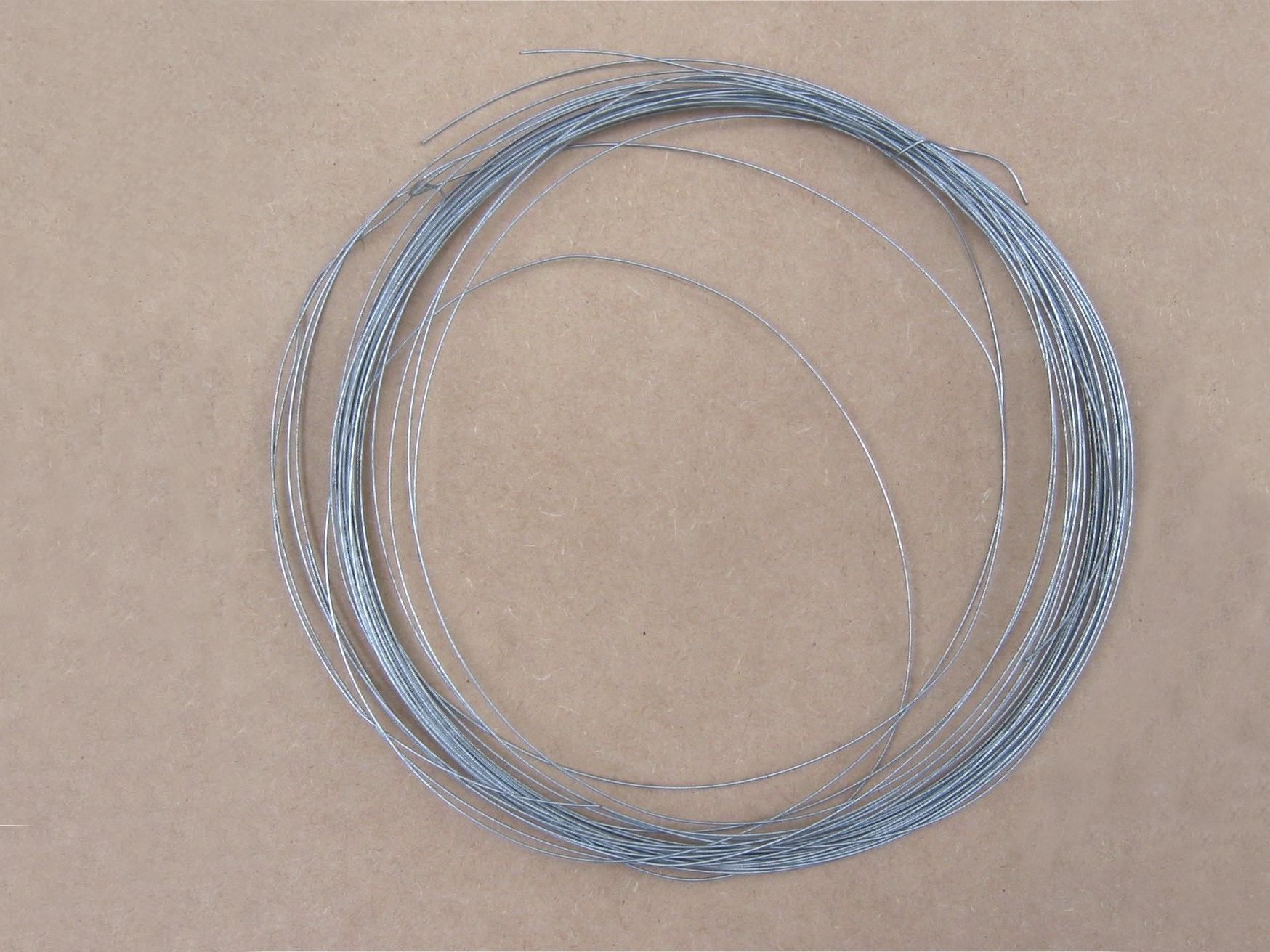
Huzalkarika

A huzal (a köznyelvben gyakran drót) fémből készült, általában kör keresztmetszetű ipari termék. Néha huzalnak hívják a műanyagból készült hasonló termékeket is. A huzalokat általában a kohászat állítja elő hengerléssel, húzással, kisajtolással, és az előállított huzal lehet kész- és félkésztermék is. Az előállított terméket feltekercselve hozzák forgalomba. A huzalok átmérője a néhány század millimétertől a 12–14 milliméterig terjedhet.
Felhasználási területük az anyaguktól és az átmérőjüktől függ. Huzalt használnak például villamos vezetékekhez (anyaguk általában vörösréz vagy alumínium, felsővezetékek acélhuzallal), lágyvas huzalokat használhatnak például csomagoláshoz, kötözéshez, vörösréz huzallal tekercselik a transzformátorokat, a villamos motorokat, volfrám huzalból készül az izzólámpák izzószála, ezüst- vagy aranyhuzalt használnak ékszerkészítéshez, acélhuzal pászmákból áll a drótkötél, de általában huzalból készülnek a csavarok, a spirálrugók, a betonacél, a hegesztőpálca és -huzal, de huzalból fonják az ún. drótkerítéseket is.